# Universitätsgesetz 2002
Das Universitätsgesetz 2002 (UG) ist ein österreichisches Bundesgesetz, mit dem weite Bereiche des österreichischen Universitätsrechts neu geordnet wurden. Organisationsrechtlich ersetzte es das UOG 1993 und das Kunstuniversitäts-Organisationsgesetz (KUOG), studienrechtlich das Universitäts-Studiengesetz (UniStG). Kundgemacht wurde es im Bundesgesetzblatt I Nr. 120/2002. Die Mehrzahl der Bestimmungen trat mit 1. Oktober 2002 in Kraft, der studienrechtliche Teil mit 1. Jänner 2004.
Die Universitäten sind nun vollrechtsfähige juristische Personen des öffentlichen Rechts (§ 4 UG), davor waren die Universitäten noch als unselbständige Einrichtungen mit bloßer Teilrechtsfähigkeit definiert (§§ 2ff UOG 1993 und 2ff KUOG). Der Bund ist zur Finanzierung verpflichtet (§ 12 UG), er schließt mit den Universitäten Leistungsvereinbarungen ab (§§ 13 und 13a UG) und ist Aufsichtsorgan (§§ 9 und 45 UG).
Weiters wurden mit dem UG drei neue Universitäten eingerichtet, diese entstanden aus den ehemaligen Medizinischen Fakultäten: die Medizinische Universität Wien, die Medizinische Universität Graz und die Medizinische Universität Innsbruck.
Mit 1. Oktober 2009 (Universitätsrechts-Änderungsgesetz 2009, BGBl. I Nr. 81/2009) erhielt das Gesetz die offizielle Abkürzung UG. Zuvor war als inoffizielle Abkürzung meistens UG 2002 verwendet worden.

## Organisationsrecht
Die jeweilige Universität hat ihre innere Organisation autonom zu regeln, und zwar die Aufbauorganisation – also insbesondere die Struktur der Organisationseinheiten – durch einen Organisationsplan (§ 20 Abs. 4 UG); die Ablauforganisation kann durch eine Satzung geregelt werden (§ 19 UG).
Das UG schreibt nur mehr wenige Organe mit Entscheidungsbefugnis vor, hauptsächlich die vier obersten Organe der Universität (§ 20 Abs. 1 UG):
- Universitätsrat (strategische Ebene)
- Rektorat (operative Ebene)
- Rektor (Leiter des Rektorats)
- Senat (Kompetenzschwerpunkt Lehre)

Daneben bestehen weitere Organe mit Entscheidungsbefugnis, beispielsweise ein für die Studienangelegenheiten in erster Instanz zuständiges monokratisches Organ (dessen Bezeichnung variiert von Universität zu Universität, z. B. an der Universität Wien „Studienpräses“; Aufgaben sind z. B. die Verleihung akademischer Grade oder die Entscheidung über die Anerkennung von Studienleistungen).

### Universitätsrat
Der Universitätsrat (§ 21 UG) ist ein durch das UG in dieser Form neu geschaffenes Aufsichts- und Steuerungsorgan. Er ist unter anderem zuständig zur Genehmigung des Entwicklungsplans und des Organisationsplans, er wählt den Rektor aus einem Dreiervorschlag des Senats und er genehmigt Angelegenheiten der Gebarung.
Dem Universitätsrat gehören fünf, sieben oder neun Mitglieder an, über die Größe entscheidet der Senat. Jeweils zwei, drei oder vier Mitglieder werden vom Senat und ebenso viele Mitglieder von der Bundesregierung gewählt. Die so bestellten Personen wählen dann das fünfte, siebente oder neunte Mitglied. Der Universitätsrat wählt seinen Vorsitzenden aus der Reihe der Mitglieder. Die Funktionsperiode der Mitglieder beträgt fünf Jahre.
Zu Mitgliedern des Universitätsrats sollen verdiente Personen aus Wissenschaft, Kultur und Wirtschaft herangezogen werden, wobei die Mitgliedschaft in mehr als einem Universitätsrat untersagt ist. Angehörige der betreffenden Universität, Mitarbeiter des BMWF sowie bestimmte politische Funktionäre sind von der Universitätsratsmitgliedschaft ausgeschlossen.

### Rektorat
Das Rektorat (§ 22 UG) ist das zentrale Leitungsorgan der Universität und vertritt diese nach außen. Die Zuständigkeiten umfassen unter anderem die Erstellung des Entwicklungsplanes und des Organisationsplanes, die Bestellung der Leiter der Organisationseinheiten, die Erteilung von Lehrbefugnissen, die Einrichtung und Auflassung von Studien, die Erstellung des Budgetvorschlags, des Rechnungsabschlusses und der Wissensbilanz und die Zurückweisung von Entscheidungen anderer Universitätsorgane wegen Rechtswidrigkeit.
Mitglieder des Rektorats sind der Rektor und die Vizerektoren. Die Aufgabenverteilung innerhalb des Rektorats ist durch eine Geschäftsordnung zu regeln. Zur Bestellung als Rektoratsmitglied ist es nicht erforderlich, schon vorher der betreffenden Universität anzugehören.

### Rektor
Der Rektor (§ 23 UG) ist Vorsitzender und Sprecher des Rektorats, er schließt die Leistungsvereinbarung mit dem Wissenschaftsminister ab, er ist Vorgesetzter des gesamten Universitätspersonals und er schließt die Arbeitsverträge ab. Die Funktionsperiode des Rektors beträgt vier Jahre.
Der Rektor wird vom Universitätsrat aus einem Dreiervorschlag des Senats gewählt. Dazu wird die Stelle des Rektors vom Universitätsrat öffentlich ausgeschrieben. Eine Findungskommission (§ 23a UG), die sich aus den Vorsitzenden des Universitätsrats und des Senats zusammensetzt, prüft die eingelangten Bewerbungen und sucht auch selbst aktiv nach Kandidaten, danach erstellt sie einen Dreiervorschlag an den Senat. Dieser erstellt sodann den eigentlichen Besetzungsvorschlag. Eine etwaige Abweichung des Dreiervorschlags des Senats von dem der Findungskommission ist zu begründen.
Im Übrigen gibt es zwei verschiedene Möglichkeiten der Wiederwahl des bisherigen Rektors (§ 23b UG):
- Stimmen der Senat und der Universitätsrat jeweils mit Zweidrittelmehrheit zu, so wird der amtierende Rektor auf seinen Antrag hin ohne Ausschreibung wiedergewählt.
- Bewirbt sich der amtierende Rektor normal im Rahmen des Ausschreibungsverfahrens, so ist er jedenfalls in den Vorschlag der Findungskommission aufzunehmen.

Die Bestimmungen über die Findungskommission und über die besonderen Wiederwahlmöglichkeiten eines amtierenden Rektors wurden durch das Universitätsrechts-Änderungsgesetz 2009 eingeführt.

### Vizerektoren
Der Universitätsrat bestellt auf Vorschlag des Rektors bis zu vier Vizerektoren (§ 24 UG), deren Funktionsperiode entspricht der des Rektors. Die Vizerektoren sind gegenüber dem Rektor nicht mehr weisungsgebunden (anders noch § 54 Abs. 1 UOG 1993 und § 53 Abs. 1 KUOG).

### Senat
Der Senat (§ 25 UG) ist das Vertretungsorgan der vier Gruppen der Universitätsangehörigen (Professoren, Mittelbau, Studierende, allgemeines Personal). Er wirkt unter anderem an der Erlassung der Satzung, des Organisationsplans und des Entwicklungsplans, der Zusammensetzung des Universitätsrats, der Rektorsauswahl und der Erlassung bzw. Änderung von Curricula mit. Weiters bestellt er entscheidungsbefugte Kommissionen für Habilitationsverfahren und Berufungsverfahren (Professurbesetzungen). Die Funktionsperiode des Senats beträgt drei Jahre.
Bis zur Novelle des Universitätsrechts-Änderungsgesetzes 2009 bestanden die Senate aus 12 bis 24 Mitgliedern mit folgender Zusammensetzung:
- Über 50 % Universitätsprofessoren.
- Mindestens 25 % Studierendenvertreter.
- Mindestens ein Mittelbauvertreter.
- Mindestens ein Vertreter des allgemeinen Universitätspersonals.

Die neuen Bestimmungen verändern sowohl die Größe als auch die Zusammensetzung:
- Es gibt nur mehr zwei Größen zur Auswahl: 18 oder 26 Mitglieder.
- Die absolute Mehrheit der Professoren entfällt, sie entsenden jetzt genau 50 %, nämlich neun bzw. dreizehn Vertreter.
- Die Mittelbauangehörigen und die Studierenden entsenden jetzt gleich viele Vertreter, nämlich jeweils vier bzw. sechs Personen.
- Das allgemeine Universitätspersonal entsendet einen Vertreter.

### Arbeitskreis für Gleichbehandlungsfragen
Der Arbeitskreis für Gleichbehandlungsfragen (§ 42 UG) ist zuständig für die Nichtdiskriminierung aufgrund Geschlecht, ethnischer Zugehörigkeit, Religion, Weltanschauung, Alter und sexueller Orientierung. In entsprechenden Verdachtsfällen kann er sich an die Schiedskommission wenden.
Für Kollegialorgane (und auch für Senatswahlvorschläge) galt seit dem Universitätsrechts-Änderungsgesetz 2009 eine vierzigprozentige Frauenquote, seit 2015 gilt eine fünfzigprozentige Quote (BGBl. I Nr. 21/2015). Der Arbeitskreis für Gleichbehandlungsfragen erhebt bei Nichteinhaltung die Einrede der unrichtigen Zusammensetzung. Über die Einrede entscheidet die Schiedskommission. In Bereichen, in denen nur wenige Frauen tätig sind, kann der Arbeitskreis aber auf die Einrede verzichten, da eine ansonsten überbordende Gremienarbeit zu Lasten der wissenschaftlichen Karriere dieser Frauen führen könnte.

### Schiedskommission
Die Schiedskommission (§ 43 UG) vermittelt in Streitfällen zwischen Universitätsangehörigen und entscheidet über Anrufungen des Arbeitskreises für Gleichbehandlungsfragen. Sie besteht aus sechs Personen, wobei der Senat, der Universitätsrat und der Arbeitskreis für Gleichbehandlungsfragen jeweils einen Mann und eine Frau nominieren. Die Mitglieder der Schiedskommission müssen nicht der betreffenden Universität angehören.

## Studienrecht
Das UG orientiert sich am dreigliedrigen Studienaufbau des sogenannten Bologna-Prozesses, als Grundstufe sind daher Bachelorstudien vorgesehen (§ 51 Abs. 2 Ziffern 2 und 4, § 54 Abs. 1–3 UG), deren Arbeitsaufwand hat im Regelfall genau 180 ECTS-Anrechnungspunkte zu betragen, das entspricht drei Studienjahren (in besonderen Ausnahmefällen können bis zu 240 ECTS-Punkte vorgesehen werden, also vier Studienjahre).
Als Vertiefungsstufe sind Masterstudien vorgesehen (§ 51 Abs. 2 Ziffern 2 und 5, § 54 Abs. 1–3 UG), deren Arbeitsaufwand hat mindestens 120 ECTS-Punkte zu betragen, also zwei Studienjahre. Zur „Weiterentwicklung der Befähigung zu selbständiger wissenschaftlicher Arbeit“ dienen die Doktoratsstudien (§ 51 Abs. 2 Ziffern 2 und 12, § 54 Abs. 1 und 4 UG), deren Dauer beträgt seit der UG-Novelle 2006 (BGBl. I Nr. 74/2006) mindestens drei Jahre, wobei der Umfang von Doktoratsstudien nicht in ECTS-Punkten angegeben wird.
Daneben können bisherige Diplomstudien weitergeführt werden (§ 51 Abs. 2 Ziffern 2 und 3, § 54 Abs. 1 und 2 UG). Neue Studien dürfen aber seit dem 1. Oktober 2012 nicht mehr als Diplomstudien eingerichtet werden (§ 143 Abs. 15 UG).
Nach früheren Rechtslagen (§§ 64 und 65c UniStG, § 85 UG alte Fassung) konnten wissenschaftliche Abschlussarbeiten, also Diplomarbeiten, Magister- bzw. Masterarbeiten und Dissertationen (nicht aber Bakkalaureats- bzw. Bachelorarbeiten) eines Hochschulstudiums auch für andere Studien als Abschlussarbeiten anerkannt werden. Da Abschlussarbeiten aber einen zentralen individuellen Bestandteil jedes Studiums darstellen, wurde die Anerkennbarkeit von Dissertationen mit der UG-Novelle 2006 abgeschafft, und gemäß dem Universitätsrechts-Änderungsgesetz 2009 konnten Anträge zur Anerkennung von Diplom- und Masterarbeiten nur mehr bis Ende 2010 gestellt werden (§ 143 Abs. 19 UG).
Im Übrigen normiert § 51 Abs. 1 UG, dass die Universitäten in Vollziehung der Studienvorschriften im Rahmen der Hoheitsverwaltung tätig werden.

## Personalrecht
Mitarbeiter des wissenschaftlichen und des allgemeinen Personals, deren Dienstverhältnis nach dem 31. Dezember 2003 begonnen hat, unterliegen dem Angestelltengesetz (§ 108 UG). Am 1. Oktober 2009 ist der Kollektivvertrag für die ArbeitnehmerInnen der Universitäten in Kraft getreten. Vor Inkrafttreten dieses Kollektivvertrags galten Teile des Vertragsbedienstetengesetzes als Inhalt der Arbeitsverträge.
Ältere Dienstverhältnisse unterliegen dem Beamten-Dienstrechtsgesetz 1979, dem Gehaltsgesetz 1956 und dem Vertragsbedienstetengesetz 1948.
Jeder Universitätsangehörige hat zwar das Recht, eigene wissenschaftliche oder künstlerische Arbeiten selbstständig zu veröffentlichen. Das Aufgriffsrecht an Diensterfindungen liegt jedoch bei der Universität (§ 106 UG). Auch Österreich kennt damit kein Hochschullehrerprivileg (mehr).
Zu intensiven Diskussionen innerhalb und außerhalb Österreichs hat die Frage der Rechtsstellung von Kandidaten bei universitären Berufungsverfahren geführt. In der Vergangenheit hatte die Rechtsprechung auf der Grundlage des UOG 1993 einen ausgeprägten Rechtsschutz der Kandidaten entwickelt, der internationalem Niveau entsprach.
Das UG lässt überhaupt die Rechtsnatur des Berufungsverfahrens offen. Es handelt sich einerseits zweifelsfrei um ein verwaltungsrechtliches Verfahren, das aber in einen privatrechtlichen Vertrag mündet. Nach jahrelangem negativem Kompetenzkonflikt zwischen den ordentlichen Gerichten und den Gerichtshöfen des öffentlichen Rechts hat der österreichische Verfassungsgerichtshof (VfGH) mit Erkenntnis vom 13. Juni 2017 (K I 1/2017-14) die diesbezügliche Gerichtsbarkeit den ordentlichen Gerichten zugewiesen. Diese nehmen aber diese Gerichtsbarkeit de facto weiterhin nicht wahr. So hat der österreichische Oberste Gerichtshof (OGH) mit Beschluss vom 27. September 2018 (9 ObA 83/18y) und nochmals mit Beschluss vom 28. November 2019 (9 ObA 122/19k) entschieden, dass einem Bewerber, der Fehler in einem Berufungsverfahren rügt, ein Rechtsschutzinteresse fehle, um gegen den von der Universität mit einem anderen Bewerber geschlossenen Vertrag zu klagen, auch wenn die von ihm vorgetragenen Mängel im Berufungsverfahren (insbesondere Befangenheiten) zutreffen sollten. Es komme ihm kein Individualrechtsschutz zu. Gemäß dieser Rechtsprechung gibt es also im Rahmen von universitären Berufungsverfahren in Österreich – anders als in den benachbarten Staaten – keine Konkurrentenklage mehr. Die Möglichkeit der Konkurrentenklage dient aber nicht nur dem Individualrechtsschutz, sondern auch der Sicherstellung qualitativ hochwertiger Berufungen. Diesen Ansprüchen müsste die österreichische Rechtsordnung weiter gerecht werden.
Diesen rechtlichen Missstand hat die österreichische Volksanwaltschaft zur Kontrolle der öffentlichen Verwaltung und Einhaltung der Menschenrechte in dem am 24. April 2019 veröffentlichten Jahresbericht 2018 unabhängig bestätigt und kritisiert: Es gebe in universitären Berufungsverfahren in Österreich keinen effektiven Rechtsschutz, d. h. „keine Möglichkeit, eine verwaltungsgerichtliche oder zivilgerichtliche Überprüfung mangelhafter Berufungsverfahren herbeizuführen.“ Diese Tatsache ist sowohl verfassungswidrig als auch EU-rechtswidrig, weil ein diskriminierter Bewerber, soweit es sich um einen Unionsbürger handelt, mit seiner Bewerbung sein Recht auf Freizügigkeit gemäß Art. 45 AEUV (Vertrag über die Arbeitsweise der Europäischen Union) geltend macht. Er hat damit Anspruch auf eine effektive Bewerbung sowie auf ein rechtlich fehlerfreies Verfahren. Das Recht auf Freizügigkeit verleiht sehr wohl Individualrechte. Befangenheiten verstoßen gegen den Grundsatz der guten Verwaltung und ihre Behebung ist damit ebenfalls unionsrechtlich geboten. Das Recht auf eine gute Verwaltung stellt einen allgemeinen Rechtsgrundsatz des Unionsrechts dar, vgl. Art. 41 GRC (EU-Grundrechtecharta). Unionsbürger, die sich um eine Universitätsprofessorenstelle in Österreich bewerben, können sich auf die EU-Grundrechtecharta (GRC) berufen und haben damit gemäß Art. 47 GRC Anspruch auf einen wirksamen Rechtsbehelf. Da es sich hierbei um ein unmittelbar anwendbares Unionsrecht handelt, müssten die österreichischen Gerichte diese Regeln entsprechend unmittelbar anwenden, wobei allerdings die Verpflichtung der Republik Österreich, das Universitätsrecht an die unionsrechtlichen Vorgaben anzupassen, aufrecht bleibt.
Solange diese Anpassung an das Unionsrecht nicht erfolgt, kann dieser EU-Rechtsverstoß über eine Vorlage beim EuGH (Europäischen Gerichtshof) im Wege eines Vorabentscheidungsverfahren (Höchstgerichte sind dazu verpflichtet) oder über ein autonomes Tätigwerden der EU-Kommission im Wege eines Vertragsverletzungsverfahrens gerügt werden.